# Vains
Vains é uma comuna francesa na região administrativa da Normandia, no departamento Mancha. Estende-se por uma área de 8,53 km². Em 2010 a comuna tinha 809 habitantes (densidade: 94,8 hab./km²).